# NGC 197
NGC 197 é uma galáxia lenticular (S0) localizada na direcção da constelação de Cetus. Possui uma declinação de +00° 53' 33" e uma ascensão recta de 0 horas, 39 minutos e 18,7 segundos.
A galáxia NGC 197 foi descoberta em 16 de Outubro de 1863 por Albert Marth.